# 白貌の伝道師
『白貌の伝道師』（はくぼうのでんどうし）は、虚淵玄（ニトロプラス）による伝奇小説（ライトノベル）。

## 概要
本作品はコミックマーケットでの販売を目的に出版された小説作品で、一部店舗での販売、及びニトロプラスダイレクトでの通信販売も行われていた。
付属された帯には、虚淵の友人でもあるシナリオライター奈須きのこが「この虚淵玄は猛毒です」とコメントを寄せている。
2011年11月に新装版が星海社から出版される事が発表され、2012年3月15日に発売。

## 物語
砂塵吹き荒れる荒野、根無し草のエルフであるラゼィルは、野盗の集団に襲われていたハーフエルフの少女アルシアを助けだす。彼女は混血であるために蔑まれて育ち、恋人であった人間の伯爵嫡子アーウィンにまで裏切られ、過酷な陵辱を受けた結果、抜け殻と成り果てていた。
アルシアの絶望を聞き入れたラゼィルは、彼女の故郷である谺谷のエルフと共謀し、人間への意趣返しを提案する。夜陰に乗じて伯爵居城に潜入し、アーウィンによって持ち去られた谺谷の至宝「樫の守り」を贋作に摩り替えようと言うのだ。エルフとは思えぬ粗暴な振る舞いをするラゼィルへの違和感はあったものの、都市に不慣れな谺谷のエルフ達は彼の助力を受け入れる。
しかし上手く行くかと思われていた計画は、他ならぬラゼィルの裏切りによって破綻する。護符を取り戻したラゼィルは、人間・エルフ問わずに襲いかかり凄惨な方法で虐殺。その過程でアルシアは再びアーウィンに裏切られ、絶望の淵に立つ。
そして彼女を連れて谺谷への帰路についたラゼィルの行手を、“混沌”の勢力であるダークエルフの刺客が阻んだ。ラゼィルこそは混沌神グルガイアの筆頭祀将でありながら、神像の片目を持ち去って出奔したダークエルフの英雄だったのだ。
贋作の護符を本物と信じ、復讐のために軍を率いて谺谷へと侵攻するアーウィン。迎撃に当たるエルフたちを次々と襲うダークエルフの刺客達。そしてただひたすらに殺戮を繰り返す死体人形バイラリナ。虐殺と陵辱、炎に包まれ滅び行く谺谷で、ラゼィルは遂にその白貌を拭い去り、混沌の闘士（カオス・チャンピオン）としての本性を露わにする。全てを混沌神グルガイアの供物として捧げるために。

## 登場人物
ラゼィル・ラファルガー
主人公。“根無し草”と呼ばれる漂白のエルフ。しかし美しいエルフの容貌とは逆に、性質は残虐にして悪辣。その正体は混沌神グルガイアに仕えるダークエルフの筆頭祀将、混沌の勢力における英雄（カオス・チャンピオン）。しかし政争に明け暮れる同族を見限り、神像の片目を奪って出奔したため、ダークエルフから裏切り者として狙われている。かつて屠龍の功を成し遂げたことがあり、龍の遺骸を加工した強力な武装の数々を持つ。また加工した死体を生体機械として使役する「骸繰り」の天才。そのため、死霊術と混同されることを嫌う。自身の思惑によりアルシアを保護し、谺谷へと助勢する。
アルシア
ハーフエルフの少女。その出自故に純潔のエルフ達からは忌み嫌われ、人間アーウィン・メラネイドに惹かれるも、騙された揚句に野盗に引き渡されて強姦されてしまう。その後、野盗を屠ったラゼィルに拾われる。やがてアーウィンの二度の裏切り、そして父親からの拒絶を受けて完全に絶望。既に死んでいた彼女の肉体から魂が抜け落ち、ラゼィルの使役する死体人形「バイラリナ」へと成り果てる。エルフ族としては頑強な肉体であったため、戦闘訓練を受けていた過去を持つ。そのため、ラゼィルの予想を超えた戦闘能力を発揮する。
ニブニール
谺谷の長老であるエルフ。誇り高く潔癖な性格。かつては人間と共に混沌の勢力と戦い、人間を愛したこともあったが、現在は森を敬わない人間達を憎悪し、その血の流れるアルシアを蔑んでいる。谺谷の大主である大蛇と接触し、それを呼び覚ますことのできる唯一の人物。ラゼィルを信頼し、その助力を請う。
ロスファン
谺谷の若いエルフ。エルフにしては珍しく好奇心旺盛で冒険心も強く、護符奪還の使命にラゼィルと共に加わって都市へと赴く。エルフらしい高潔さも持ちあわせており、人間の血が混じるアルシア、そして残虐行為を躊躇わないラゼィルを嫌悪するようになる。
ラクリアス・ラファルガー
ラファルガー家の当主たるダークエルフ。ラゼィルの兄。自らの地位を守るため、ラゼィルの反逆行為を隠匿すべく刺客として襲いかかる。
アーウィン・メラネイド
メラネイド伯爵家の嫡子。人間を見下すエルフを憎悪し、彼らを絶滅する手始めとして谺谷襲撃を計画。アルシアを唆して「樫の護符」を手に入れた後、軍勢を率いて谺谷を襲うが、それさえもラゼィルの計画の内でしかなかった。

## 書籍情報
- 白貌の伝道師（ニトロプラス、2004年12月29日発売、ISBN 4-902138-02-6、挿絵：kamiwata）
- 白貌の伝道師（星海社〈星海社FICTIONS〉、2012年3月15日発売、ISBN 978-4-06-138824-6、挿絵：あきまん）
ニトロプラスの単行本巻末に収録されていた設定資料集は未収録。

## 外部出演
ニトロプラス ブラスターズ -ヒロインズ インフィニット デュエル-
ニトロプラス×マーベラスによる対戦型格闘ゲーム。本作からアルシアがパートナーキャラクターとして選出されている。担当声優は山本希望。